# Huanglong
Cette page contient des caractères spéciaux ou non latins. S’ils s’affichent mal (▯, ?, etc.), consultez la page d’aide Unicode.
Pour les articles homonymes, voir Huanglong (homonymie).
Le Huanglong (chinois simplifié : 黄龙风景名胜区 ; chinois traditionnel : 黃龍風景名勝區 ; pinyin : huánglóng fēngjǐng míngshèng qū) est une zone d'intérêt historique et paysager dans le district de Songpan, à l'extrême nord du Sichuan en Chine. Elle se trouve dans la partie sud de la chaîne de montagnes de monts Min, à environ 200 km de la capitale Chengdu. L'endroit est connu pour ses piscines auxquelles les concrétions de calcite donnent des couleurs exceptionnelles, en particulier à  Huanglonggou (le fossé du Dragon Jaune), d'où son surnom de Wǔcǎichí (les étangs aux cinq couleurs). Huanglong est inscrit sur la liste du patrimoine mondial de l'UNESCO depuis 1992 au titre de région d'intérêt panoramique et historique, et sur celle des réserves de biosphère depuis 2000.

## Faune
La région abrite plusieurs espèces animales menacées, dont le panda géant et le singe doré à nez camus du Sichuan, l'ours brun, l'ours noir d'Asie, le léopard, le panda rouge, le chat de Pallas, l'antilope goral, le mouflon méditerranéen, le lophophore de Lhuys, le takin, le saro ou le dhole.

## Points d'intérêts
|    | Nom (chinois)                             | altitude par rapport au niveau de la mer | caractéristiques            |  |
| -- | ----------------------------------------- | ---------------------------------------- | --------------------------- |  |
| 1  | marre Yingbin (迎宾池)                    | 3230 m                                   | 350 marres                  |  |
| 2  | chute Feipuliuhui (飞瀑流辉)              | 3245 m                                   | haut de 14 m，large de 68 m |  |
| 3  | lac Lianyan (潋滟湖)                      | 3251 m                                   | 2000 m²                     |  |
| 4  | Chute de la terrasse aux lotus (莲台飞瀑) | 3260 m                                   | h 45 m, l 19 m              |  |
| 5  | Grotte de la purification (洗身洞)        | 3280 m                                   | h 10 m, l 40 m              |  |
| 6  | marre Jinshapu (金沙铺地)                 | 3305 m                                   | longueur 1300 m             |  |
| 7  | Sable dorré de 7 lieues (七里金沙)        | 3400 m                                   | 3400 m                      |  |
| 8  | Lac benjing (盆景池)                      | 3320 m                                   | 330个池子                   |  |
| 9  | marre Mingjing daoying (明镜倒映池)       | 3400 m                                   | 180 marres                  |  |
| 10 | Marre Suoluoyingcai (娑萝映彩池)          | 3415 m                                   | 400 marres                  |  |
| 11 | Marre zhengyan (争艳池)                   | 3414 m                                   | 658 marres                  |  |
| 12 | Temple moyen du dragon jaune 黄龙中寺     | 3470 m                                   | bouddhisme                  |  |
| 13 | Ancien temple du dragon jaune 黄龙古寺    | 3568 m                                   | bouddhisme                  |  |
| 14 | Marre des 5 couleurs (五彩池)             | 3576 m                                   | 693 marres                  |  |

## Galerie

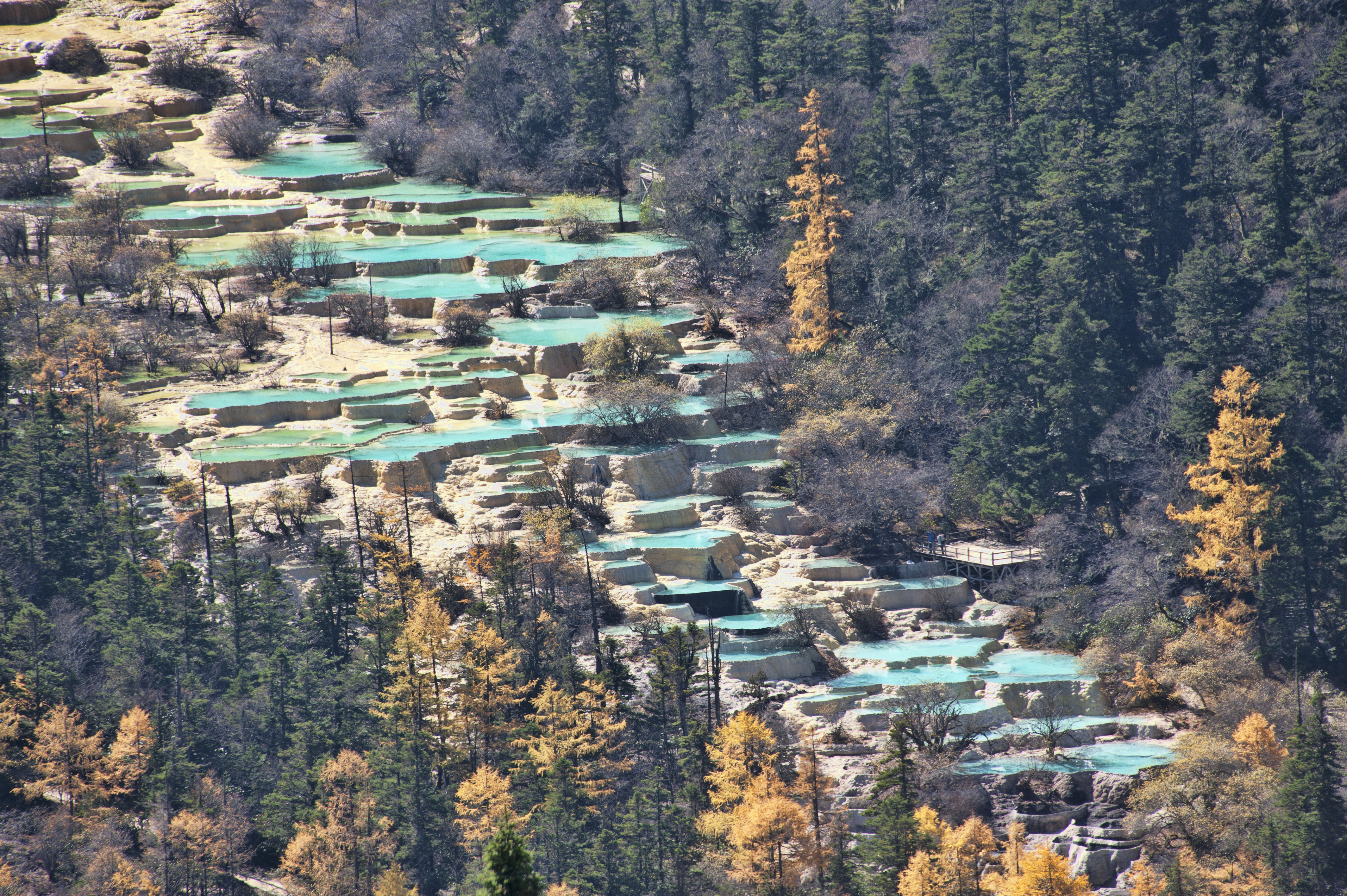
Mares de Huanglong.
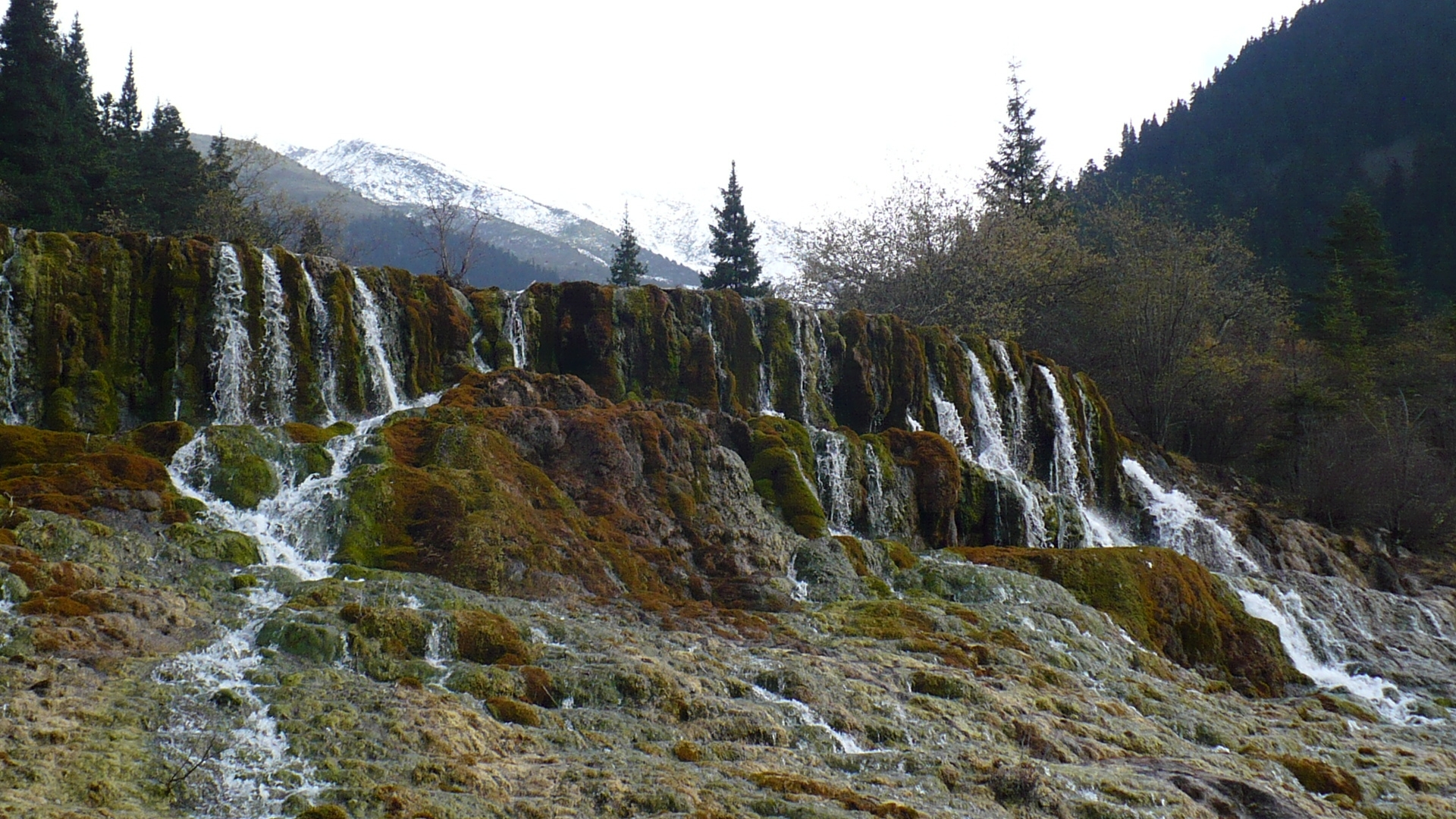
Chutes d'eau à Huanglong.
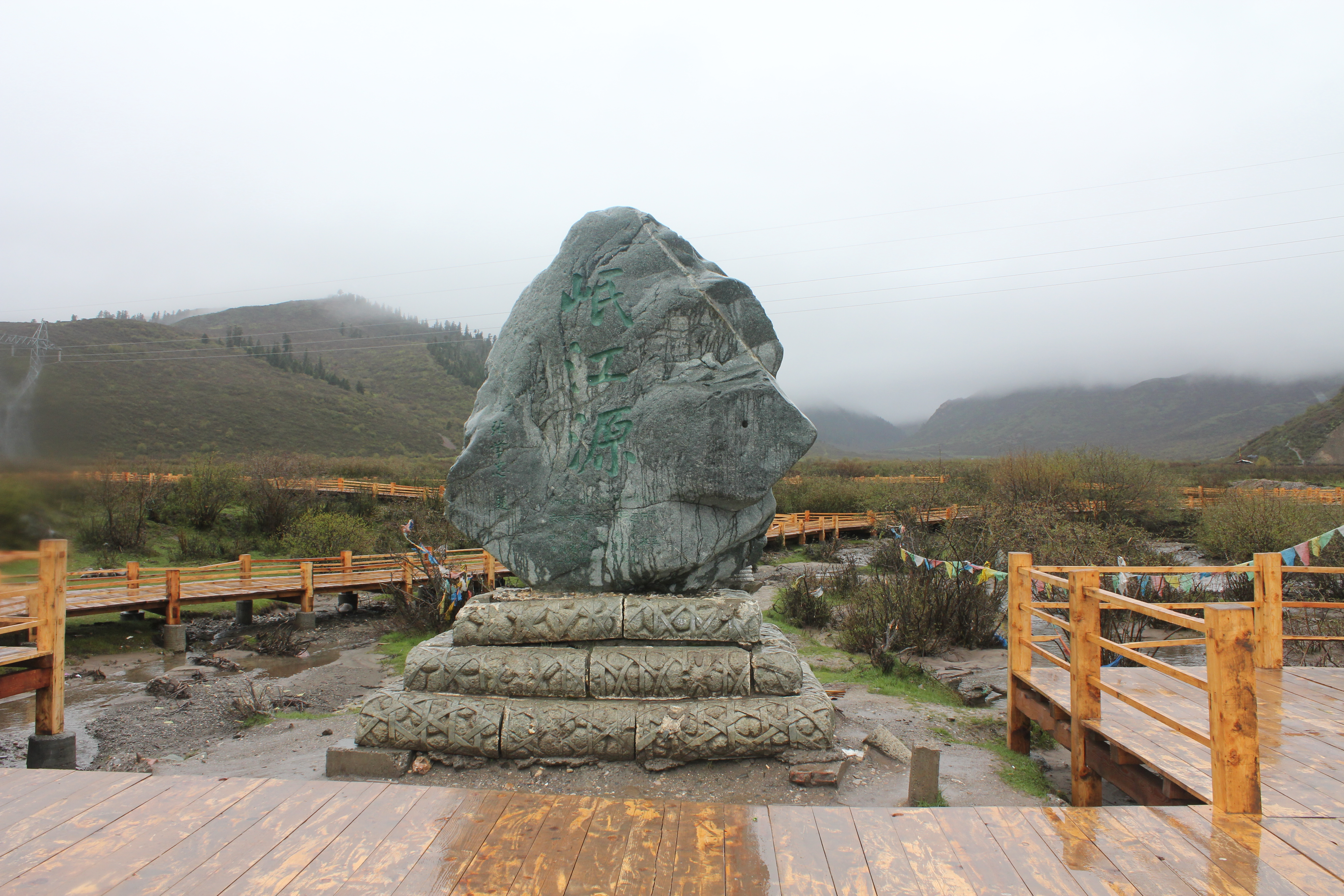
Source du Min, au col séparant la vallée de Jiuzhaigou, du xian de Songpan.